# 222ª Divisione costiera
La 222ª Divisione costiera fu una divisione di fanteria del Regio Esercito italiano deputata alla difesa costiera, costituita nel luglio 1942 in piena seconda guerra mondiale e sciolta nel settembre 1943 durante gli eventi dell'operazione Achse.

## Storia
La divisione faceva parte della guarnigione posta a difesa di Salerno e presidiava il settore costiero compreso tra Capo d'Orso e la Fiumara di Castrocucco. L'unità si componeva di due reggimenti di fanteria, il 74º e l'89º Reggimento costiero, ciascuno su tre battaglioni, oltre a due compagnie di mitraglieri e un gruppo d'artiglieria da posizione; il 151º e il 163º Reggimento costiero fecero inizialmente parte dell'organico della divisione, ma nel 1943 furono riassegnati il primo alla 32ª Brigata costiera e il secondo alla guarnigione di Napoli. Il comando della divisione fu affidato al generale Ferrante Vincenzo Gonzaga.
Dopo la proclamazione dell'armistizio l'8 settembre 1943, i tedeschi diedero il via all'Operazione Achse, che prevedeva il disarmo di tutti i reparti del Regio Esercito in Italia e altrove. Il generale Gonzaga, nei giorni precedenti all'armistizio, aveva diramato ordini ai reparti della divisione di non consegnare le armi ai tedeschi ma di raggrupparsi e prepararsi a resistere. Verso le 22:00 dell'8 settembre 1943 un raggruppamento tedesco al comando del maggiore Udo von Alvensleben si presentò al comando della 222ª Divisione situato in località Buccoli, nel comune di Eboli, e intimò al generale Gonzaga di consegnare le armi. Al secco rifiuto del generale e alla manifesta intenzione di resistere a un eventuale atto di forza, i tedeschi replicarono con una raffica di mitra che uccise Gonzaga. Decapitato il comando, la divisione si dissolse con facilità.

## Ordine di Battaglia
All'Armistizio dell'8 settembre 1943 era così costituita:
- Comando Supremo italiano (Capo di Stato Maggiore Generale: Gen.A. Vittorio Ambrosio, Sottocapo di Stato Maggiore Generale Intendente: Gen.C.A. Francesco Rossi, Addetto Generale: Gen.B.  Giuseppe Castellano, in Roma)
  - Stato Maggiore del Regio Esercito (Capo di Stato Maggiore: Gen.C.A. Mario Roatta, in Roma):
    - Gruppo d'Armate Sud (Comandante Gen. Principe di Piemonte Umberto di Savoia, in Sessa Aurunca):
      - 7ª Armata (Comandante: Gen.d.A. Mario Arisio, in Potenza):
        - XIX Corpo d'Armata (Comandante: Gen.C.A. Riccardo Pentimalli, Capo di Stato Maggiore: Col. Ugo Almici, in Curti):
          - 222ª Divisione Costiera (Comandante: Gen.B. Ferrante Vincenzo Gonzaga, Capo di Stato Maggiore: Magg. Luigi Pinna, in Buccoli di Conforti):
            - 17º Reggimento Fanteria Costiero (in Battipaglia, controllo della fascia costiera tra Capo d'Orso e Punta Licosa):
              - 162º Battaglione Fanteria Costiera (Comandante: Magg. Donizio Ferrari, in Agropoli):
                - 3 Compagnie Fucilieri Fanteria Costiera
                - 2 Compagnie Mitraglieri Fanteria Costiera

              - 239º Battaglione Fanteria Costiera (in Salerno):
                - 2 Compagnie Fucilieri Fanteria Costiera
                - 2 Compagnie Mitraglieri Fanteria Costiera

              -  ??? Battaglione Fanteria Costiera:
                - 2 Compagnie Fucilieri Fanteria Costiera
                - 2 Compagnie Mitraglieri Fanteria Costiera

            - 18º Reggimento Fanteria Costiero (in Sapri), controllo della fascia costiera tra Punta Licosa a Castrocucco):
              -  ??? Battaglione Fanteria Costiera
              -  ??? Battaglione Fanteria Costiera
              -  ??? Battaglione Fanteria Costiera

            - 3 Gruppi Artiglieria Costiera:
              - 10 Batterie Artiglieria Costiera

            - 2 Compagnie Mitraglieri da Posizione
            - Servizi Divisionali:
              - Servizio Sanitario (Comandante: Cap.Med. Mario Petrosino)
              - Altri Servizi

## Ufficiali
- Gen.B. Ferrante Vincenzo Gonzaga: Comandante della 222ª Divisione Costiera
- Magg. Luigi Pinna: Capo di Stato Maggiore della 222ª Divisione Costiera
- Col. Maestri: Comando della 222ª Divisione Costiera
- Cap. Raffaello Tarquini: Comando della 222ª Divisione Costiera
- Cap.Med. Mario Petrosino: Comandante Servizio Sanitario della 222ª Divisione Costiera
- Magg. Donizio Ferrari: Comandante del 162º Battaglione Fanteria Costiera